# Civan, Borçka
Civan là một xã thuộc huyện Borçka, tỉnh Artvin, Thổ Nhĩ Kỳ. Dân số thời điểm năm 2010 là 197 người.